# Jiří Hovorka (speleopotápěč)
Jiří Hovorka (* 10. června 1944, Praha), všeobecně známý jako Jirka Hovorka, je český fyzik a přední český speleo-potápěč a speleolog. Pracoval ve Státním výzkumném ústavu materiálu a v Laboratořích geologických ústavů Přírodovědecké fakulty UK. Jeho jméno je spojeno s potápěním a jeskynním potápěním a s organizováním v těchto dvou oblastech. Velkým přínosem kromě přímého výcviku a průzkumu je publikační činnost zahrnující články, výcvikové směrnice, skripta, příspěvky do knih, korekce knih a učebnic, dále testy a prezentace pro mnoho kurzů. Zároveň je zakladatel základní organizace 1-10 České speleologické společnosti s názvem Speleoaquanaut.

## Objevy
Podstatná část zájmové práce se týkala objevů v Čechách i v zahraničí. V Čechách to byly objevy a mapování v Chýnovské jeskyni, v Českém krasu (Menglerova jeskyně a zatopená část Únorové propasti), v Moravském krasu, pak propojování jeskyní na ponorném toku Bílé vody: Spirálka - Spirálka, Spirálka - 13C, 13C - Stará Amatérka.
Na Slovensku objevy a mapování v jeskyních: Záskočie pod Krakovou holou, Hlboko, Nová Brzotínská, Hrušovská jeskyně, Gombasek, Tornala. Největší objevy, několika kilometrové, byly pak v Silické ľadnici. Současně s tím probíhal průzkum v zatopených historických dolech: Beránek Boží a Světlana v Jizerských horách, zlatodůl v Těšově a zatopené části Dubnických opálových baní.
Činnost v cizině se nejprve omezovala na exkurze do termálního vývěru Hévíz (Maďarsko), Munti Aninei (Rumunsko), později šlo i o průzkum. Po vzniku České speleologické společnosti se podařilo jejímu vedení od roku 1985 zajistit cesty základních organizací "na západ" (označení pro cesty z komunistického bloku za železnou oponu do západní - kapitalistické ciziny). Zatímco potápěči na otevřené vodě tehdy patřili pod Svazarm, tedy pod Ministerstvo vnitra a na západ prakticky nebylo možné vycestovat, jeskyňáři to měli v tomto ohledu o něco málo snazší. Jeskynní potápění totiž patřilo pod Ministerstvo školství, mládeže a tělovýchovy. Ale ani pod MŠMT to nebylo jednoduché, zařízení výjezdních dokumentů vyžadovalo roční přípravu. Počáteční exkurze v 80. letech probíhaly ve Španělsku, ve Francii (slavné jeskyně v povodí řeky Lot), v Badensku (v tehdejším západním Německu) a na Sardinii (Itálie). Po počátečních exkurzích se Speleoaquanaut na podnět tehdy nejlepšího jeskynního potápěče Jochena Hesenmayera (Německo) začal pod vedením Jiřího Hovorky zabývat mapováním a průzkumem v oblasti Golfo di Orosei, v jeskyních Cala Luna a Bue Marino. Na Sardinii položil Jiří Hovorka základní kameny pro úspěšný průzkum týmů z Čech a Slovenska. Na jeho práci později navázal jeho klubový kolega a následovník Dan Hutňan. Tyto průzkumy během pravidelných ročních návštěv vedly k propojení systémů a ke vzniku nejdelší italské jeskyně, částečně zatopené, o délce přes 70 kilometrů.

## Ocenění
V roce 2010 (dne 24. dubna) obdržel na Setkání speleologů v Moravském krasu ve Sloupu ocenění a plaketu Za zásluhy ve speleologii, udělované Českou speleologickou společností.
V roce 2012 obdržel čestné členství v České speleologické společnosti a zařadil se tak mezi 40 čestných členů ČSS.

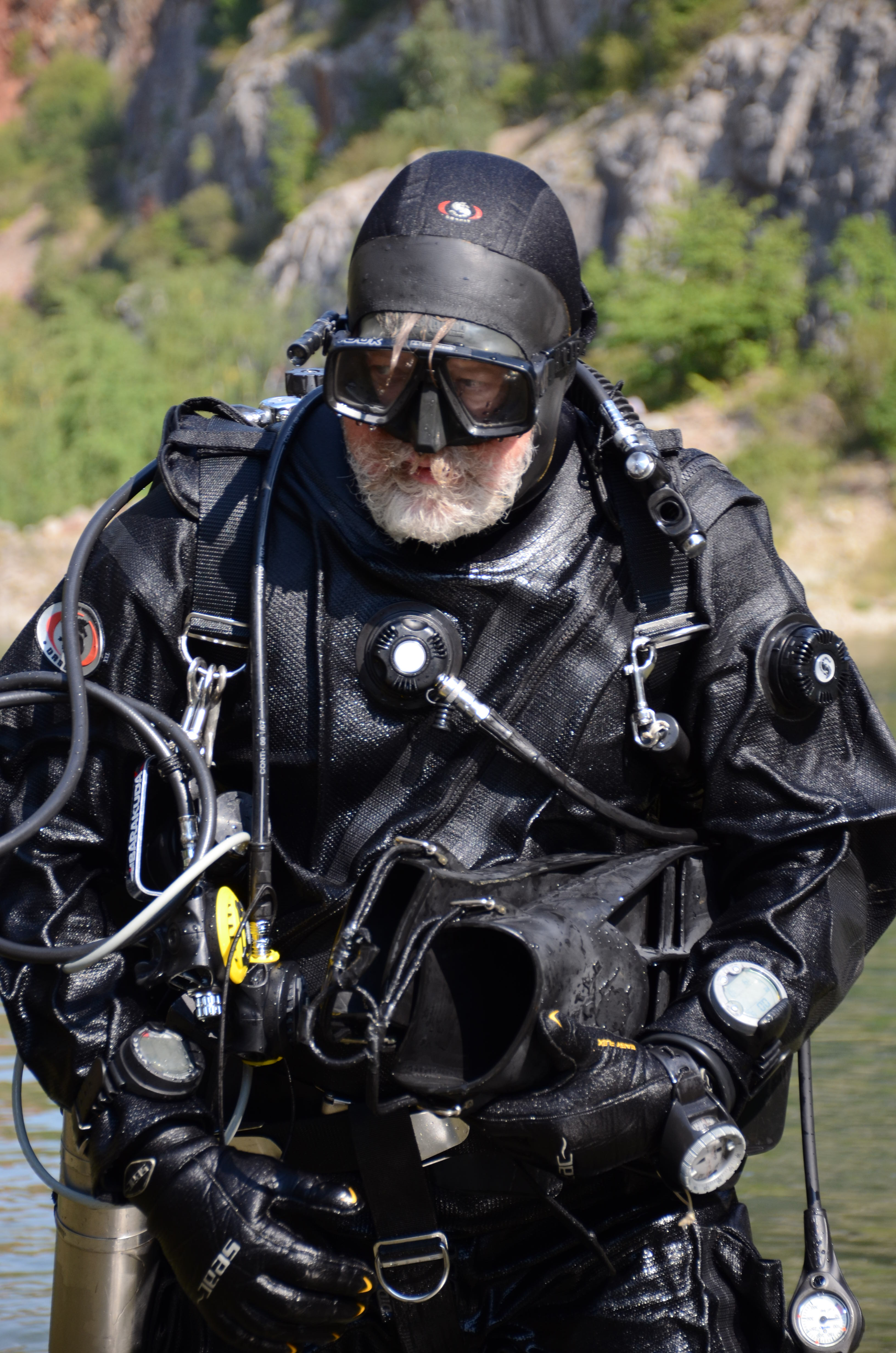
Jirka Hovorka ve svém oblíbeném obleku na lomech Ameriky u Berouna v roce 2015

## Další činnost
V rámci svojí instruktorské činnosti dokončil kolem 2 tis. kurzů, celkem při 5 tis. ponorech strávil pod vodou asi 3,5 tis. hodin. Věnoval se tvorbě Výcvikových směrnic (15) pro CMAS/SPČR, mj. i pro potápění v jeskyních, výcvikových standardů a testů pro jeskynní potápění v ČSS. Součástí jeho práce kolem potápění v otevřené vodě a v jeskyních byla i skripta (3) a prezentace (50). Publikace často doprovází vlastními podvodními fotografiemi. Pod vodou fotografuje už od roku 1975. Dále organizoval od 90. let přednášky pro potápěčskou veřejnost a také pro jeskynní potápěče, jednalo se o 5-10 přednášek každým rokem. Má za sebou několik korektur odborných knih a učebnic (20).
Žije s manželkou (rovněž potápěčkou) v Praze.

## Kvalifikace
- 1972 – Škola přístrojového potápění (dnes CMAS P1), Nová Ves
- 1976 – Bronzový odznak (dnes CMAS P2-P3), Svobodné Heřmanice
- 1976 – Instruktor ŠPP (dnes CMAS I2), Svobodné Heřmanice
- 1981 – jeskynní potápěč, pak Zkušený jeskynní potápěč, Moravský kras
- 1982 – zakládá Základní organizaci 1-10 u České speleologické společnosti, která se specializuje na jeskynní potápění
- 1984 – Stříbrný odznak (dnes CMAS P3-P4), Vranovská přehrada
- 1986 – instruktor jeskynního potápění v ČSS, člen odborné komise ČSS pro speleopotápění
- 2006 – instruktor NAUI a instruktor jeskynního potápění v NAUI
- 2008 – získání I3 ve CMAS/SPČR, skripta Potápění pod ledem
- 2017 – instruktor IANTD a instruktor jeskynního potápění v IANTD
- 2012 – školitel instruktorů jeskynního potápění ve CMAS, ICD3, výcvikové standardy SPČR